# Klaus Rose (Volkswirt)
Klaus Rose (* 3. Juni 1928 in Bochum; † 13. Dezember 2021) war ein deutscher Volkswirt.

## Leben
Nach dem Zweiten Weltkrieg, an dem Rose noch aktiv teilgenommen hatte, legte er in Hattingen sein Abitur ab. Von 1947 bis 1950 studierte er Volkswirtschaftslehre an der Universität zu Köln. Dann war er Assistent am von Theodor Wessels geleiteten staatswissenschaftlichen Seminar. Im Jahre 1952 promovierte Rose in Köln zu den Zusammenhängen zwischen Multiplikator und Akzelerator zum Dr. rer. pol. Von 1956 war er über 30 Jahre lang verantwortlich für die volkswirtschaftliche Ausbildung des diplomatischen Nachwuchses beim Auswärtigen Amt, Bonn. 1957 habilitierte er sich in Köln zu einem wachstumstheoretischen Thema. Er erhielt die venia legendi für das Fach Wirtschaftliche Staatswissenschaften und arbeitete als Privatdozent in Köln, dann als Lehrstuhlvertreter an der Universität Münster. 1961 wurde er außerordentlicher Professor an der Johannes Gutenberg-Universität Mainz, im Jahr darauf ordentlicher Professor und Direktor des Instituts für Allgemeine und Außenwirtschaftstheorie. In den folgenden Jahren lehnte er Rufe nach Bochum, an die Freie Universität Berlin und an seine Heimatuniversität Köln ab. 1994 wurde er emeritiert. Daneben war er als Honorarprofessor an der Wissenschaftlichen Hochschule für Unternehmensführung tätig.
Roses Forschungsgebiete waren die Volkswirtschaftslehre und Außenwirtschaftstheorie. Er lieferte Beiträge zur Optimalzolltheorie, zur importierten Inflation und zum internationalen Faktorpreisausgleich. Rose war Mitunterzeichner des eurokritischen Manifests Die währungspolitischen Beschlüsse von Maastricht: Eine Gefahr für Europa (1992).
Klaus Rose starb am 13. Dezember 2021 im Alter von 93 Jahren.

## Schriften
- Das Akzelerationsprinzip. Dissertation, Köln 1952
- Theorie der Außenwirtschaft. Vahlen, Berlin 1964; 14. Auflage, mit Karlhans Sauernheimer, Vahlen, München 2006, ISBN 3-8006-3287-X
- Theorie der Einkommensverteilung. Betriebswirtschaftlicher Verlag Gabler, Wiesbaden [1965]
- Theorie der internationalen Wirtschaftsbeziehungen. Kiepenheuer & Witsch, Köln 1965, 2. Auflage 1966
- Die Grenzen staatlicher Betätigung in der Marktwirtschaft. Industrie- und Handelskammer, Offenbach a. M. 1968
- Gleichgewichtswachstum und Stabilität. Mohr (Siebeck), Tübingen 1970
- Grundlagen der Wachstumstheorie. Vandenhoeck und Ruprecht, Göttingen 1971; 6. Auflage, 1991, ISBN 3-525-03110-6
- Die Bedeutung der Lohnpolitik für Verteilung, Beschäftigung und Geldwert. Bundesverband Druck, Abteilung Öffentlichkeitsarbeit, Wiesbaden 1983, ISBN 3-88701-003-5